# Rudolf Lerinc
Rudolf Lerinc (ur. 12 lipca 1986) – serbski zapaśnik walczący w stylu wolnym. Trzeci na mistrzostwach śródziemnomorskich w 2014 roku.